# 1952年全仏選手権 (テニス)
1952年 全仏選手権（1952ねんぜんふつせんしゅけん、Internationaux de France de Roland-Garros 1952）に関する記事。フランス・パリにある「ローランギャロス・スタジアム」にて開催。

## 大会の流れ
- 男子シングルスは「114名」の選手による7回戦制、女子シングルスは「49名」の選手による6回戦制で行われた。男子は14名、女子は15名の選手に「1回戦不戦勝」（抽選表では“Bye”と表示）があった。
- シード選手は男子・女子ともに16名。シード選手でも、1回戦から出場した人と、2回戦から登場した人がいる。2回戦から登場した選手が初戦敗退の場合は「2回戦＝初戦」と表記する。

## シード選手

### 男子シングルス
1. ヤロスラフ・ドロブニー　（優勝、大会2連覇）
2. フランク・セッジマン　（準優勝）
3. ディック・サビット　（ベスト8）
4. ケン・マグレガー　（ベスト4）
5. トニー・トラバート　（4回戦）
6. エリック・スタージェス　（ベスト4）
7. バッジ・パティー　（ベスト8）
8. ガードナー・ムロイ　（ベスト8）
9. メルビン・ローズ　（4回戦）
10. ロナルド・デル・ベロ　（4回戦）
11. ハミルトン・リチャードソン　（4回戦）
12. フェリシモ・アンポン　（ベスト8）
13. ジョバンニ・クチェリ　（4回戦）
14. アービン・ドーフマン　（4回戦）
15. エンリケ・モレア　（2回戦＝初戦）
16. グラント・ゴールデン　（2回戦＝初戦）

### 女子シングルス
1. シャーリー・フライ　（準優勝）
2. ドリス・ハート　（優勝、2年ぶり2度目）
3. ドロシー・ヘッド　（ベスト4）
4. スーザン・パートリッジ　（2回戦＝初戦）
5. マリア・ワイス　（ベスト8）
6. ジネット・ブケイユ　（1回戦）
7. エレナ・レーマン　（3回戦）
8. バイオレット・リジョレー　（3回戦）
9. ジョーン・カリー　（ベスト8）
10. ジュリア・ウィップリンガー　（ベスト8）
11. レイモンド・ジョーンズ　（3回戦）
12. ジャクリーヌ・パトーニ　（2回戦）
13. ヘイゼル・レディック・スミス　（ベスト4）
14. エリカ・ヴォルマー　（2回戦）
15. クリスティアーヌ・メルセリス　（3回戦）
16. ジューピー・ファン・デル・ウォール・ルーズ　（3回戦）

## 大会経過

### 男子シングルス
準々決勝
- ヤロスラフ・ドロブニー vs.  ガードナー・ムロイ　6-1, 6-2, 6-2
- ケン・マグレガー vs.  フェリシモ・アンポン　6-1, 6-1, 6-2
- エリック・スタージェス vs.  ディック・サビット　6-2, 6-8, 4-6, 8-6, 6-3
- フランク・セッジマン vs.  バッジ・パティー　6-4, 6-2, 6-2

準決勝
- ヤロスラフ・ドロブニー vs.  ケン・マグレガー　6-3, 6-0, 4-6, 6-3
- フランク・セッジマン vs.  エリック・スタージェス　7-5, 6-2, 8-6

### 女子シングルス
準々決勝
- シャーリー・フライ vs.  ジョーン・カリー　4-6, 6-0, 6-3
- ヘイゼル・レディック・スミス vs.  マリア・ワイス　6-3, 6-1
- ドロシー・ヘッド vs.  ジョイ・モットラム　6-3, 4-6, 7-5
- ドリス・ハート vs.  ジュリア・ウィップリンガー　8-6, 6-4

準決勝
- シャーリー・フライ vs.  ヘイゼル・レディック・スミス　7-5, 6-4
- ドリス・ハート vs.  ドロシー・ヘッド　6-2, 8-6

## 決勝戦の結果
- 男子シングルス： ヤロスラフ・ドロブニー vs.  フランク・セッジマン　6-2, 6-0, 3-6, 6-4
- 女子シングルス： ドリス・ハート vs.  シャーリー・フライ　6-4, 6-4
- 男子ダブルス： フランク・セッジマン＆ ケン・マグレガー vs.  ガードナー・ムロイ＆ ディック・サビット　6-3, 6-4, 6-4
- 女子ダブルス： ドリス・ハート＆ シャーリー・フライ vs.  ヘイゼル・レディック・スミス＆ ジュリア・ウィップリンガー　7-5, 6-1
- 混合ダブルス： フランク・セッジマン＆ ドリス・ハート vs.  エリック・スタージェス＆ シャーリー・フライ　6-8, 6-3, 6-3